# Partikel (japanisch)
Partikeln haben in der japanischen Sprache eine grundlegende grammatische Funktion. Im Japanischen werden sie als joshi (japanisch 助詞, „Hilfswörter“) oder nach den vier häufigsten Partikeln als tenioha (てにをは) bezeichnet. Sie werden grundsätzlich als Postpositionen verwendet, stehen also hinter dem Wort oder dem Satzglied, dessen grammatische Funktion sie genauer bestimmen.
Dabei muss zuerst unterschieden werden zwischen Satzgliedpartikeln auf der einen Seite, die die einzelnen Satzglieder nach Subjekt, direktem Objekt, Ziel einer Bewegung, Besitzer einer Sache und anderen Kriterien kennzeichnen, Funktionen, die im Deutschen Kasus und Präpositionen haben. Auf der anderen Seite stehen die Finalpartikeln, die nach dem Prädikat am Ende eines Haupt- oder Nebensatzes stehen. Mit dieser zweiten Art von Partikeln werden Fragen und die verschiedenen Arten von Nebensätzen (Relativsatz, Konditionalsatz, Temporalsatz usw.) markiert. Sie entsprechen damit Konjunktionen.
Diese Unterscheidung ist deswegen entscheidend, weil es eine Reihe von Partikeln gibt, die je nach Verwendung als Satzglied- oder Finalpartikeln ganz unterschiedliche Bedeutung haben. Im Beispielsatz
朝の七時に何をしたの。 asa no shichi-ji ni nani o shita no. „Was hast du morgens um sieben gemacht?“
kommt die Partikel の no erst als „besitzanzeigende“ Partikel vor, die benutzt wird, um „7 Uhr“ durch „morgens“ näher zu bestimmen, und nochmal am Satzende als umgangssprachliche Fragepartikel.
Dieser Artikel widmet sich ausschließlich den Satzgliedpartikeln; zu den Finalpartikeln siehe Japanische Grammatik.

## Liste

### Aufzählungspartikeln
Die wichtigsten Aufzählungspartikeln sind と to für eine vollständige Aufzählung, や ya für eine unvollständige Aufzählung und か ka mit der Bedeutung „oder“. Ebenfalls zu dieser Kategorie gehört など nado, das an das letzte Glied einer unvollständigen Aufzählung angehängt die Bedeutung „beispielsweise“ oder „und so weiter“ trägt.

### Kasuspartikeln und Postpositionen
Die Kasuspartikeln und Postpositionen übernehmen die Aufgaben der Fälle und Präpositionen in europäischen Sprachen. Sie folgen direkt dem Nomen.
| は wa (Schriftzeichen steht eigentlich für die Silbe ha)                 | Themenmarker eines Satzes. Wird fälschlicherweise oft als Subjektmarker betitelt, weil das Thema eines Satzes oft das Subjekt im Satz ist. |
| が ga                                                                    | Subjekt im Nebensatz |
| が ga                                                                    | Subjekt, das zuvor noch nicht erwähnt wurde                                                                                                |
| の no                                                                    | Possessiv (Genitiv) |
| の no                                                                    | Subjekt eines Attributivsatzes (alternativ zu が ga)                                                                                       |
| に ni                                                                    | Angabe des Empfängers |
| に ni                                                                    | Angabe des Agens im Passiv und Verben des Erhaltens (Von wem?)                                                                             |
| に ni                                                                    | Angabe des Bewegungsziels (Wohin?) (Teilweise alternativ zu へ e, Schriftzeichen steht eigentlich für die Silbe he)                        |
| に ni                                                                    | Ortsangabe (Wo?) (bei einigen Verben) |
| に ni                                                                    | Angabe eines Zeitpunktes |
| に ni                                                                    | Adverbialisierung |
| を o (Schriftzeichen stand früher für die nicht mehr existente Silbe wo) | Akkusativobjekt |
| で de                                                                    | Ortsangabe (Wo?) (bei den meisten Verben)                                                                                                  |
| で de                                                                    | Instrumental (Womit?) |
| で de                                                                    | Angabe des Grundes (Weswegen?) |
| と to                                                                    | Komitativ (Mit wem?), wird bei Personen verwendet                                                                                          |
| へ e (Schriftzeichen steht eigentlich für die Silbe he)                  | Angabe der Bewegungsrichtung (Wohin?) |
| から kara                                                                | Angabe des Startpunktes (Ab wann/wo?) |
| まで made                                                                | Angabe des Zielpunktes (Bis wann/wohin?)                                                                                                   |
| より yori                                                                | Angabe des Vergleichspartners |

### Modalpartikeln
Die Modalpartikeln folgen den Kasuspartikeln/Postpositionen. Die Kasuspartikel が ga entfällt immer, を o bleibt in seltenen Fällen vor も mo erhalten. Die Modalpartikeln は wa und も mo schließen einander aus.
は wa kennzeichnet das Thema oder dient der Kontrastierung.
も mo bedeutet „auch“.

## Orthographie
Japanische Partikeln werden im modernen Japanisch, seit 1946, mit Hiragana geschrieben, davor wurden, vor allem in offiziellen Texten, Katakana verwendet. Eine Reihe von Partikeln hat zudem Kanji-Schreibungen, diese werden jedoch nur noch in anspruchsvoller Fachliteratur eingesetzt.
Bei den Partikeln を, へ und は hat sich eine historische Schreibung erhalten. Sie werden heutzutage nicht als wo, he und ha, sondern als o, e und wa gesprochen. In diesem Artikel werden die Partikeln ihrer Aussprache nach übertragen, wie es im Hepburn-System Standard ist.

## Thema und Subjekt:は(wa) undが(ga)
Die Unterscheidung von は wa und が ga ist in ihren Details komplex genug, um Anlass einiger sprachwissenschaftlicher Debatten zu sein. Daher sei hier auf die weiterführenden Werke von (Shibatani 1990) und (Kuno 1973) (s. Bibliographie) verwiesen.
Der Einfachheit halber seien beide hier als Themapartikel (wa) und Subjektpartikel (ga) bezeichnet. In der ersten Näherung ist der Unterschied zwischen wa und ga eine Frage des Fokus: wa setzt die Betonung auf die Handlung des Satzes, also auf das Prädikat, während ga das Augenmerk auf das Subjekt lenkt. Diese sehr theoretische Definition soll im Folgenden durch Beispiele erläutert werden.

### waals Themapartikel
Eine Verwendung von wa ist, im Diskurs ein neues Thema zu setzen. Das Thema ist hierbei das, worauf sich der Satz selbst und auch die folgenden Sätze beziehen. Die entsprechende Konstruktion im Deutschen ist, einen bestimmten Satzteil vor das Verb an die erste Position im Satz zu ziehen, oder eine Redewendung wie „was XY angeht, ...“.
竜也くんは大学生だ。
Tatsuya-kun wa daigakusei da
Tatsuya ist Student.
In diesem einfachen Beispiel wird das Thema im Deutschen einfach dadurch wiedergegeben, dass man Tatsuya zum Subjekt macht. Andere Beispiele sind da komplizierter.
Der Satz 僕は鰻だ (boku wa unagi da) verwendet die gleiche grammatische Struktur, AはBだ, hier aber nicht im Sinne von A ist B, dann wäre die Übersetzung „Ich bin ein Aal“. Stattdessen handelt es sich um eine umgangssprachliche Verkürzung mit der Bedeutung „Was mich angeht, ich nehme den Aal“ beim Bestellen im Restaurant. Vergleichbar ist das mit „Imbissbuden-Deutsch“, „Ich bin die Currywurst, und er ist die Pommes.“
Entscheidend wird der Unterschied zwischen は und が bei Nebensatzkonstruktionen. Mit は wird immer das Subjekt des Hauptsatzes markiert, Subjekte in Nebensätzen stehen mit が. Steht daher ein Satzglied mit は am Satzanfang und folgt darauf ein Nebensatz, bezieht sich das Satzglied mit は auf den gesamten Satz, und nicht nur auf den Nebensatz.
私は探した財布を盗んだ。
watashi wa sagashita saifu o nusunda.
Ich habe die gesuchte Brieftasche gestohlen.
私が探した財布を盗んだ。
watashi ga sagashita saifu o nusunda.
(Er) hat die von mir gesuchte Brieftasche gestohlen.
Da im zweiten Beispielsatz kein Thema markiert ist, ist das Subjekt des Hauptsatzes, also der Dieb, gleich derjenigen Person, über die zuletzt geredet wurde. Das Subjekt des Hauptsatzes fehlt im japanischen Satz, daher steht in der deutschen Übersetzung ein „er“ in Klammern.

### Fragesätze
Bei der Formulierung von Fragesätzen mit Fragewörtern gibt es zwei Möglichkeiten. In der ersten wird das Thema unbestimmt gelassen, die Frage dient der Aufforderung, ein Thema zu benennen. Daher wird in solchen Sätzen immer die Partikel が ga hinter dem Fragewort verwendet. Das Gleiche gilt für Aussagen, die nicht genau spezifizieren, um wen es geht (irgendwer).
誰がこのケーキを食べましたか。
dare ga kono kēki o tabemashita ka?
Wer hat diesen Kuchen gegessen?
In der Frage kann jedoch auch ein Thema gesetzt werden, in diesem Fall steht das Thema, zusammen mit der Partikel wa, vor dem Fragewort.
このケーキは誰が食べましたか。
kono kēki wa dare ga tabemashita ka?
Wer hat diesen Kuchen gegessen?
Der Unterschied liegt in der Betonung: Die erste Frage unterstreicht, dass der Frager den Schuldigen herausfinden möchte, in der zweiten Formulierung wird betont, dass es genau um diesen Kuchen geht und nicht um einen anderen.

### Kontrastiveswa
Eine weitere Verwendung von wa ist, zwei verschiedene Themen voneinander abzugrenzen und gegeneinander in Kontrast zu stellen, vergleichbar mit dem deutschen „aber“ und „jedoch“.
レモンはすっぱい，オレンジは甘い。
remon wa suppai, orenji wa amai.
Zitronen sind sauer, Orangen (dagegen) sind süß.
In der Praxis unterscheiden sich thematisches und kontrastives wa nur durch Nuancen. Meist ist die kontrastive Verwendung gegeben, wenn, wie in obigem Beispiel, mehrere wa in einem Satz sind. Anhand von folgendem Beispiel (nach Kuno) soll der Unterschied verdeutlicht werden.
僕が知っている人は誰も来なかった。
boku ga shitte iru hito wa daremo konakatta
1. Von den Leuten, die ich kenne, ist keiner gekommen.
2. (Es waren zwar viele Leute da, aber) niemand dabei den ich kenne.

In der ersten Interpretation wird ein thematisches wa angenommen, dabei wird „Leute, die ich kenne“ (boku ga shitte iru hito) als Thema des Prädikats „niemand ist gekommen“ angesehen. Die Konnotation des Satzes wäre damit, dass ich erwartet habe, dass jemand aus meinem Bekanntenkreis auftauchen würde, dem war aber nicht so.
In der zweiten Interpretation mit dem kontrastiven wa wird ein Gegenpunkt zu einer vorhergehenden Aussage oder einer impliziten Annahme gemacht, nämlich, dass eine größere Anzahl Leute gekommen ist. Daher wäre zu erwarten gewesen, dass auch jemand kommt, den der Sprecher kennt. Tatsächlich ist aber von diesen Personen niemand gekommen.

### ga
Mit der Subjektpartikel ga wird eine Beziehung zwischen Prädikat und Subjekt hergestellt. In der Konnotation wird das Subjekt dabei von anderen möglichen Dingen, die im Gespräch sind, abgegrenzt und ausgedrückt, dass sich die Aussage ausschließlich auf dieses Subjekt bezieht. Im Deutschen gibt es diese Konnotation nicht, hier muss dies durch zusätzliche Umschreibung ausgedrückt werden.
桃子がピザを注文した。
Momoko ga piza o chūmon shita.
Momoko hat (die) Pizza bestellt. (von den Anwesenden)

### gaals Objektpartikel
Bei intransitiven Verben wird ga verwendet, um das Objekt zu markieren, die Verwendung von o ist hier rein umgangssprachlich.
太郎はフランス語が出来る。
Tarō wa furansu-go ga dekiru.
Tarō kann französisch.

## Ortsanzeiger:niundde
Sowohl ni als auch de werden verwendet, um einen Ort zu markieren. ni wird ausschließlich bei statischen Verben wie iru (sein), aru (haben, vorhanden sein) und sumu (wohnen) verwendet, de ausschließlich bei Handlungsverben wie suru (tun).
Statisch:
Nihon ni sumu. „Ich wohne in Japan.“
Gakkō ni iru. „Ich bin in der Schule.“
Dynamisch:
Daidokoro de ryōri o tsukuru. „Ich koche in der Küche.“

## Bibliographie
- Kuno, Susumu. (1976). Subject, theme, and the speaker's empathy: A re-examination of relativization phenomena. In Charles N. Li (Hrsg.): Subject and topic (pp. 417–444). New York: Academic Press. ISBN 0-12-447350-4.
- Shibatani, Masayoshi. (1990). The languages of Japan. Cambridge: Cambridge University Press. ISBN 0-521-36070-6 (hbk); ISBN 0-521-36918-5 (pbk).
- Katsuki-Pestemer, Noriko (2003): Japanese Postpositions: Theory and Practice. München: LINCOM. ISBN 3-89586-855-8
- Katsuki-Pestemer, Noriko (2004): Grundstudium Japanisch 1. Troisdorf: Bildungsverlag EINS.
- Katsuki-Pestemer, Noriko (2006): Grundstudium Japanisch 2. Troisdorf: Bildungsverlag EINS. ISBN 3-427-00921-1